# GAF-1 ヴィルコラク
GAF-1 ヴィルコラク（英: GAF-1 Varcolac）は、バンダイナムコゲームス（後のバンダイナムコエンターテインメント）のPlayStation Portable用フライトシューティングゲーム『ACE COMBAT X2 JOINT ASSAULT』、同PlayStation 3用『ACE COMBAT INFINITY』に登場する架空の軍用機。アンドレ・オリビエリCEO率いる保険会社「オリビエリ・ライフ・インシュアランス」とそれに賛同する者たちによる、人為的にコントロール可能な戦争計画「ゴールデンアクス計画」に基づき極秘開発された大型多用途戦闘機。愛称のヴィルコラクとは、本機を運用する戦闘機隊「ヴィルコラク遊撃隊」に由来しており、ルーマニア語で人狼を意味する。

## 特徴
大型の機体で、コックピットごと前方に大きく突き出した機首が特徴である。翼形状は、機首先端から伸びるカナードと、翼端にウィングレットを持つ胴体と一体化した大型の後退翼、左右のエンジンユニットから伸びた外向き斜め双垂直尾翼で構成される先尾翼機である。巨大な主翼には、外側にエレボン、その内側にフラップとスポイラーがあり、さらにエンジンに挟まれた中央部にも小型のスポイラーを備える。このエンジンは機体の背面にもエアインテークがあり、これに垂直方向への推力偏向を行うパドル式二次元推力偏向ノズルが組み合わされている。本機はこれらを駆使することにより、オーパーツや生物的とまで評される驚異的な機動性を誇る。
兵装は、各種短射程AAMの他、対地対空対艦を問わず使用可能な高機能多目的ミサイルや、強力な衝撃波を発生させる長距離衝撃波弾頭ミサイル、特殊なフレアを撒く赤外線欺瞞弾ポッドを搭載可能で、固定武装としては機首コックピット両側面部に機関砲を2門装備する。本機にはステルス性はないが、兵装は全て内装式である。
ヴィルコラク遊撃隊に配備された機体には、搭乗者に合わせた専用プログラムが組み込まれており、それぞれが対地戦闘、高速戦闘、対空戦闘に特化した能力を有する。また、隊長であるミロシュ・スレイマニの搭乗機には、機体後部に備わる機銃によるアクティブ防御システムが搭載されている。

## 特殊兵装
アクティブ防御システム
機体後部に備わる機銃によりミサイルを直接迎撃する、ハードキルタイプのアクティブ・プロテクション・システム(APS)。非常に高い迎撃性能を持つが、実際の戦闘では損傷を受けるに従い稼働率が大きく低下してしまった。プレイヤーは使用不可。
IRCM (SIRCoMS)
赤外線欺瞞弾。航空要塞スピリダスに搭載されているものと同様のもので、巻き込まれた航空機に損傷を与えるほどの巨大なプラズマ状のフレアを発生させる。名称こそ赤外線欺瞞弾ではあるが、これにより誘導方式を問わず強力な誘導妨害が可能。この兵装ポッドはヴィルコラク専用というわけではなく、他の一部の戦闘機にも搭載が可能となっている。
LSWM (Long range Shock Wave Missile)
長距離衝撃波弾頭ミサイル。特殊な燃料気化弾頭により強力な衝撃波を発生させ、広範囲の目標を破壊する。
※ 前作『ACE COMBAT X』に登場した架空機フェンリアの特殊兵装と同じものであるが、『X2』では世界観が一新されているため、設定上のつながりはない。

## 実戦参加
20XX年6月22日、ゴールデンアクス計画の最終段階であるサンフランシスコ襲撃作戦に於いて、ヴィルコラク遊撃隊の搭乗機として計4機が投入された。サンフランシスコの防衛に当たったPMC、マーティネズ・セキュリティーのM42飛行中隊第2飛行隊、通称アンタレス隊とサンフランシスコ上空で激しい空戦を繰り広げたが、投入された全機が撃墜され、襲撃部隊の壊滅によりサンフランシスコ襲撃作戦も失敗に終わった。

## 他のエースコンバットシリーズへの登場
- エースコンバット インフィニティ
2015年7月16日の大型アップデートで登場した。

## 参考資料
- 『ACE COMBAT X2 JOINT ASSAULT』　バンダイナムコゲームス、2010年。
- 『エースコンバットX2 ジョイントアサルト パーフェクトガイドブック』　エンターブレイン、2010年、20頁、89頁、145頁、161頁。